# Tap Khlo (huyện)
Tap Khlo (tiếng Thái: ทับคล้อ) là một huyện (amphoe) ở phía đông của tỉnh Phichit, phía bắc Thái Lan.

## Địa lý
Các huyện giáp ranh (từ phía nam theo chiều kim đồng hồ) là Dong Charoen, Bang Mun Nak, Taphan Hin và Wang Sai Phun của tỉnh Phichit, Noen Maprang của tỉnh Phitsanulok, Wang Pong và Chon Daen của tỉnh Phetchabun.

## Lịch sử
Ngày 1 tháng 5 năm 1983, tiểu huyện (King Amphoe) Thap Khlo được thành lập thuộc huyện Taphan Hin, từ bốn tambon được tách ra. On ngày 13 tháng 8 năm 1987 it was upgraded to a full.

## Hành chính
Huyện này được chia thành 4 phó huyện (tambon), các đơn vị này lại được chia ra thành 57 làng (muban). Có hai thị trấn (thesaban tambon) - Thap Khlo và Khao Sai nằm trên cả hai tambon cùng tên. Có 4 tổ chức hành chính tambon.
| STT | Tên           | Tên tiếng Thái | Số làng | Dân số |  |
| --- | ------------- | -------------- | ------- | ------ |  |
| 1.  | Thap Khlo     | ทับคล้อ          | 11      | 15.820 |  |
| 2.  | Khao Sai      | เขาทราย        | 14      | 14.600 |  |
| 3.  | Khao Chet Luk | เขาเจ็ดลูก       | 13      | 7.682  |  |
| 4.  | Thai Thung    | ท้ายทุ่ง          | 19      | 8.275  |  |